# Stacey Augmon
Stacey Orlando Augmon (Pasadena, 1º agosto 1968) è un allenatore di pallacanestro ed ex cestista statunitense, professionista nella NBA.

## Carriera
Arriva nel 1991 agli Atlanta Hawks. Negli anni precedenti aveva mostrato un grande talento, in particolare nell'atletismo, tanto che venne soprannominato "The Plastic Man", e venne seguito da molte squadre NBA. Lungo tutta la sua carriera però, riuscì a mostrare solo in parte il suo talento. Infatti, dopo il 1996, anno in cui lasciò Atlanta, non riuscì più a mantenere alte medie di realizzazione.
Si ritirò nel 2006, a 38 anni.

## Statistiche

### College
| Anno      | Squadra        | PG  | PT | MP   | TC%  | 3P%  | TL%  | RP  | AP  | PRP | SP  | PP   |
| --------- | -------------- | --- | -- | ---- | ---- | ---- | ---- | --- | --- | --- | --- | ---- |
| 1987-1988 | UNLV R. Rebels | 34  | -  | 26,0 | 57,4 | 100  | 64,7 | 6,1 | 1,9 | 2,0 | 0,7 | 9,1  |
| 1988-1989 | UNLV R. Rebels | 37  | 36 | 20,5 | 51,9 | 41,8 | 66,3 | 7,4 | 2,7 | 1,6 | 0,7 | 15,3 |
| 1989-1990 | UNLV R. Rebels | 39  | 39 | 31,9 | 55,3 | 32,0 | 67,0 | 6,9 | 3,7 | 1,8 | 1,3 | 14,2 |
| 1990-1991 | UNLV R. Rebels | 35  | -  | 30,3 | 58,7 | 46,9 | 72,7 | 7,3 | 3,6 | 2,2 | 0,8 | 16,5 |
| Carriera  | Carriera       | 145 | 75 | 29,5 | 55,5 | 42,0 | 67,7 | 6,9 | 3,0 | 1,9 | 0,9 | 13,9 |

### NBA

#### Regular season
| Anno      | Squadra             | PG    | PT  | MP   | TC%  | 3P%  | TL%  | RP  | AP  | PRP | SP  | PP   |
| --------- | ------------------- | ----- | --- | ---- | ---- | ---- | ---- | --- | --- | --- | --- | ---- |
| 1991-1992 | Atlanta Hawks       | 82    | 82  | 30,5 | 48,9 | 16,7 | 66,6 | 5,1 | 2,5 | 1,5 | 0,3 | 13,3 |
| 1992-1993 | Atlanta Hawks       | 73    | 66  | 28,9 | 50,1 | 0,0  | 73,9 | 3,9 | 2,3 | 1,2 | 0,2 | 14,0 |
| 1993-1994 | Atlanta Hawks       | 82    | 82  | 31,8 | 51,0 | 14,3 | 76,4 | 4,8 | 2,3 | 1,8 | 0,5 | 14,8 |
| 1994-1995 | Atlanta Hawks       | 76    | 76  | 31,1 | 45,3 | 26,9 | 72,8 | 4,8 | 2,6 | 1,3 | 0,6 | 13,9 |
| 1995-1996 | Atlanta Hawks       | 77    | 49  | 29,8 | 49,1 | 25,0 | 79,2 | 3,9 | 1,8 | 1,4 | 0,4 | 12,7 |
| 1996-1997 | Detroit Pistons     | 20    | 3   | 14,6 | 40,3 | -    | 68,3 | 2,5 | 0,8 | 0,5 | 0,5 | 4,7  |
| 1996-1997 | Portland T. Blazers | 40    | 7   | 16,3 | 51,7 | -    | 73,2 | 2,2 | 1,0 | 0,8 | 0,2 | 4,7  |
| 1997-1998 | Portland T. Blazers | 71    | 23  | 20,4 | 41,4 | 14,3 | 60,3 | 3,3 | 1,2 | 0,8 | 0,5 | 5,7  |
| 1998-1999 | Portland T. Blazers | 48    | 21  | 18,2 | 44,8 | 0,0  | 68,4 | 2,6 | 1,2 | 1,2 | 0,4 | 4,3  |
| 1999-2000 | Portland T. Blazers | 59    | 0   | 11,7 | 47,4 | 0,0  | 67,3 | 2,0 | 0,9 | 0,5 | 0,2 | 3,4  |
| 2000-2001 | Portland T. Blazers | 66    | 23  | 17,9 | 47,7 | 0,0  | 65,5 | 2,4 | 1,5 | 0,7 | 0,3 | 4,7  |
| 2001-2002 | Charlotte Hornets   | 77    | 3   | 17,1 | 42,7 | 0,0  | 76,2 | 2,9 | 1,3 | 0,7 | 0,2 | 4,6  |
| 2002-2003 | N.O. Hornets        | 70    | 3   | 12,3 | 41,1 | 0,0  | 75,0 | 1,7 | 1,0 | 0,4 | 0,1 | 3,0  |
| 2003-2004 | N.O. Hornets        | 69    | 24  | 20,5 | 41,2 | 14,3 | 79,1 | 2,5 | 1,2 | 0,8 | 0,2 | 5,8  |
| 2004-2005 | Orlando Magic       | 55    | 7   | 12,1 | 40,7 | -    | 74,0 | 1,8 | 0,7 | 0,4 | 0,1 | 3,5  |
| 2005-2006 | Orlando Magic       | 36    | 3   | 10,7 | 34,2 | -    | 70,0 | 1,5 | 0,6 | 0,3 | 0,2 | 2,0  |
| Carriera  | Carriera            | 1.001 | 472 | 21,6 | 46,9 | 15,2 | 72,8 | 3,2 | 1,6 | 1,0 | 0,3 | 8,0  |

#### Play-off
| Anno     | Squadra             | PG | PT | MP   | TC%  | 3P% | TL%  | RP  | AP  | PRP | SP  | PP   |
| -------- | ------------------- | -- | -- | ---- | ---- | --- | ---- | --- | --- | --- | --- | ---- |
| 1993     | Atlanta Hawks       | 3  | 3  | 31,0 | 45,2 | -   | 66,7 | 2,7 | 1,7 | 1,3 | 0,0 | 12,0 |
| 1994     | Atlanta Hawks       | 11 | 11 | 29,5 | 51,7 | -   | 71,1 | 2,6 | 2,5 | 0,6 | 0,2 | 10,8 |
| 1995     | Atlanta Hawks       | 3  | 1  | 17,3 | 42,9 | -   | 75,0 | 2,3 | 1,7 | 1,0 | 0,0 | 7,0  |
| 1996     | Atlanta Hawks       | 10 | 10 | 31,4 | 48,6 | 0,0 | 82,5 | 3,6 | 2,7 | 1,1 | 0,6 | 10,3 |
| 1997     | Portland T. Blazers | 4  | 0  | 8,8  | 33,3 | -   | 75,0 | 0,3 | 0,8 | 0,3 | 0,0 | 1,8  |
| 1998     | Portland T. Blazers | 4  | 0  | 7,0  | 50,0 | -   | 50,0 | 0,8 | 0,3 | 0,5 | 0,3 | 1,3  |
| 1999     | Portland T. Blazers | 13 | 0  | 13,5 | 35,7 | 0,0 | 83,3 | 2,5 | 0,4 | 0,6 | 0,2 | 2,7  |
| 2000     | Portland T. Blazers | 7  | 0  | 4,9  | 33,3 | -   | 50,0 | 0,3 | 0,0 | 0,0 | 0,0 | 1,3  |
| 2001     | Portland T. Blazers | 2  | 0  | 14,0 | 40,0 | -   | 100  | 2,0 | 2,0 | 0,5 | 0,0 | 5,0  |
| 2002     | Charlotte Hornets   | 9  | 0  | 16,9 | 39,0 | -   | 76,2 | 3,0 | 1,4 | 1,1 | 0,1 | 5,3  |
| 2003     | N.O. Hornets        | 4  | 0  | 17,3 | 33,3 | -   | 87,5 | 2,5 | 0,8 | 0,8 | 0,0 | 4,3  |
| 2004     | N.O. Hornets        | 7  | 0  | 24,0 | 37,5 | 0,0 | 88,9 | 2,7 | 1,0 | 0,9 | 0,1 | 7,4  |
| Carriera | Carriera            | 77 | 25 | 19,1 | 43,8 | 0,0 | 78,0 | 2,3 | 1,3 | 0,7 | 0,2 | 6,0  |

## Palmarès
- Campione NCAA (1990)
- NCAA AP All-America First Team (1991)
- NBA All-Rookie First Team (1992)